# Gametofoor

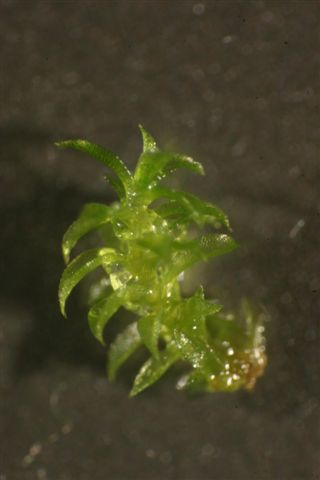
Bebladerde gametofoor van het bladmos Physcomitrium patens

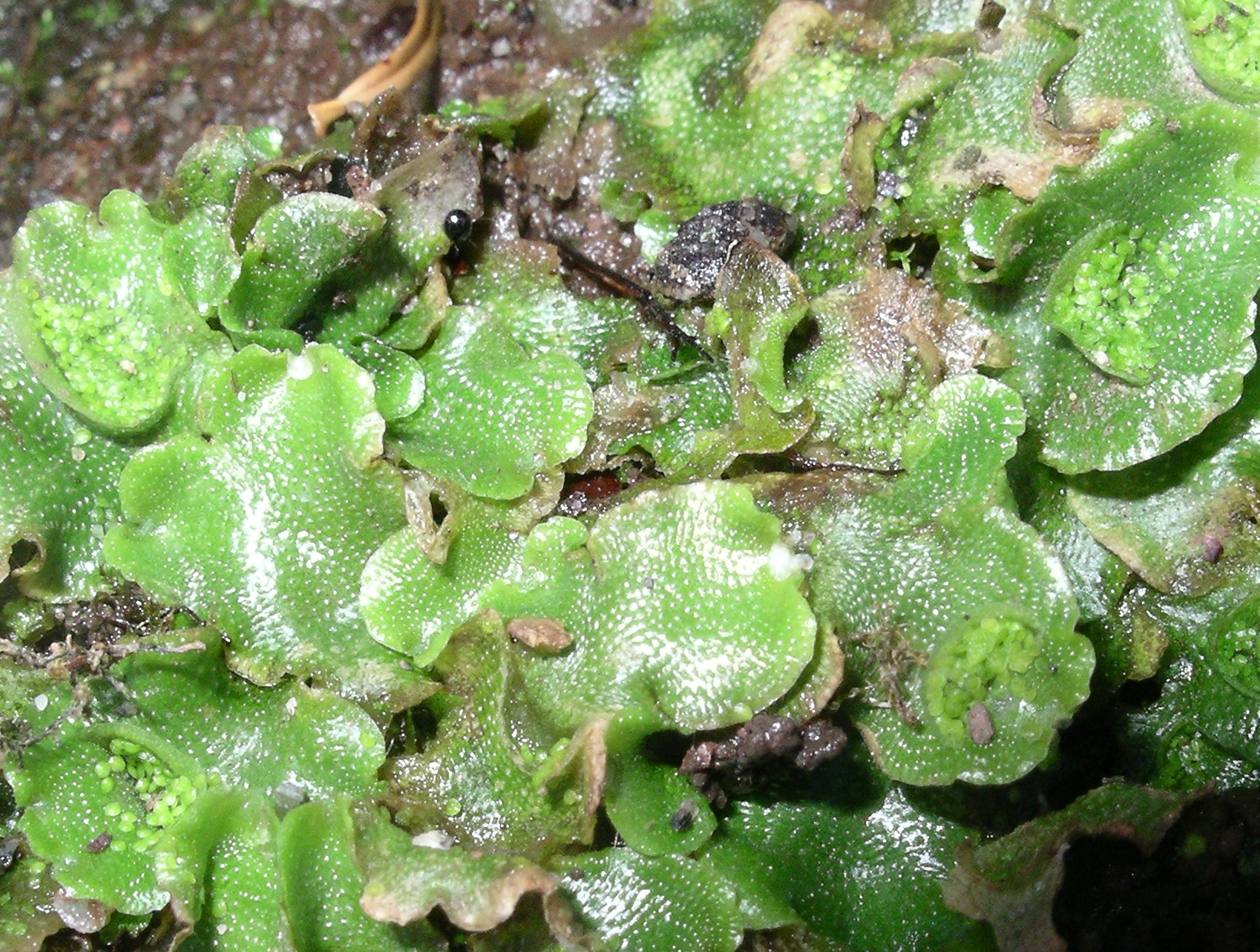
Thallus van het thalleuze levermos: Lunularia cruciata.

Een gametofoor is een haploïde (bebladerde of thalleuze) mosplant, hauwmos of levermos of de voorkiem (de haploïde generatie) van een varen waarop de voortplantingsorganen worden gevormd. De geslachtsverdeling is variabel. 
Bij mossen groeit de gametofoor op het protonema, bij (varens) is het de voorkiem waarop zich de gametangia vormen. Op de gametofoor worden de antheridiën of de archegoniën of beide gevormd. In de archegonia en de antheridia worden de gameten (voortplantigscellen) gevormd.
Bij bladmossen en de bebladerde levermossen bestaat de gametofoor uit een stengel met bladen (of bladachtige structuren). Bij de thalleuze levermossen en bij de hauwmossen bestaat de gametofoor uit een thallus, een gelobd lichaam.